# Luci del varietà
Luci del varietà è un film italiano del 1950 diretto da Alberto Lattuada e Federico Fellini. 
I due registi ne furono anche, attraverso una cooperativa da essi fondata, i produttori, ma diverse difficoltà organizzative e censorie causarono l'insuccesso commerciale dell'iniziativa. È la pellicola che segna la fine della collaborazione, sino ad allora molto intensa, tra i due cineasti.

## Trama
Checco Dalmonte è il capocomico della compagnia "Polvere di stelle" che fa spettacoli di varietà in teatrini di provincia e nella quale recita anche Melina, sua fidanzata. Durante una rappresentazione in un piccolo centro, viene avvicinato dalla giovane e bella Liliana, che gli chiede di farla entrare nel mondo dello spettacolo, ma tutti i membri della compagnia, sempre in bolletta, si oppongono, considerandola solo un costo in più.
Liliana non si dà per vinta e segue la compagnia nel suo viaggio verso un altro teatro di provincia. Qui, facendo leva sull'attrazione che Checco prova per lei, riesce a farsi scritturare come ballerina e ben presto ruba la scena agli altri attori. Viene notata dal ricco avvocato La Rosa che, con l'intento di sedurla, invita i comici a casa sua. Essi accettano con entusiasmo l'offerta, ben lieti di poter cenare per una volta gratis, ma quando La Rosa cerca di introdursi nella camera di Liliana, Checco, ingelosito, si oppone col risultato che tutti vengono cacciati in malo modo e devono raggiungere a piedi la lontana stazione.
Checco, sempre più attratto dalla nuova soubrette, lascia Melina ed abbandona il gruppo per tentare di organizzare un nuovo spettacolo del quale Liliana sia la prima stella. Ma la giovane capisce ben presto che Checco non ha alcun credito nel mondo della rivista e così lo abbandona per un ricco impresario teatrale di cui diventa l'amante. Avvilito e senza un soldo, Checco torna da Melina che lo perdona e, per consentirgli di allestire un nuovo spettacolo, gli presta il denaro che aveva faticosamente risparmiato. Ma anche questa sarà una compagnia di scarso valore.
Una sera alla stazione, Liliana, elegantemente vestita ed in compagnia del ricco amante, sta partendo con un lussuoso treno per Milano, dove l'attende il successo. Dal finestrino scorge sul binario opposto Checco e la sua compagnia raccogliticcia che con i soliti abiti stazzonati salgono su uno scomodo treno popolare per raggiungere una delle solite mete di provincia. L'affetto tranquillo e familiare di Melina sembra aver riconquistato Checco. Ma la tentazione è sempre dietro l'angolo, e su quel vagone di terza classe Checco propone ad un'altra ragazza di diventare soubrette.

## Produzione

### Soggetto e sceneggiatura
Carla Del Poggio ha sostenuto di essere stata la prima a lanciare l'idea del film: «Mi sarebbe piaciuto riagganciare con la danza, il mio primo amore artistico». Ne parla con Fellini e signora, con cui lei e suo marito avevano a quei tempi uno stretto sodalizio professionale e personale, definito da Lattuada «un quartetto di amici inseparabili». 

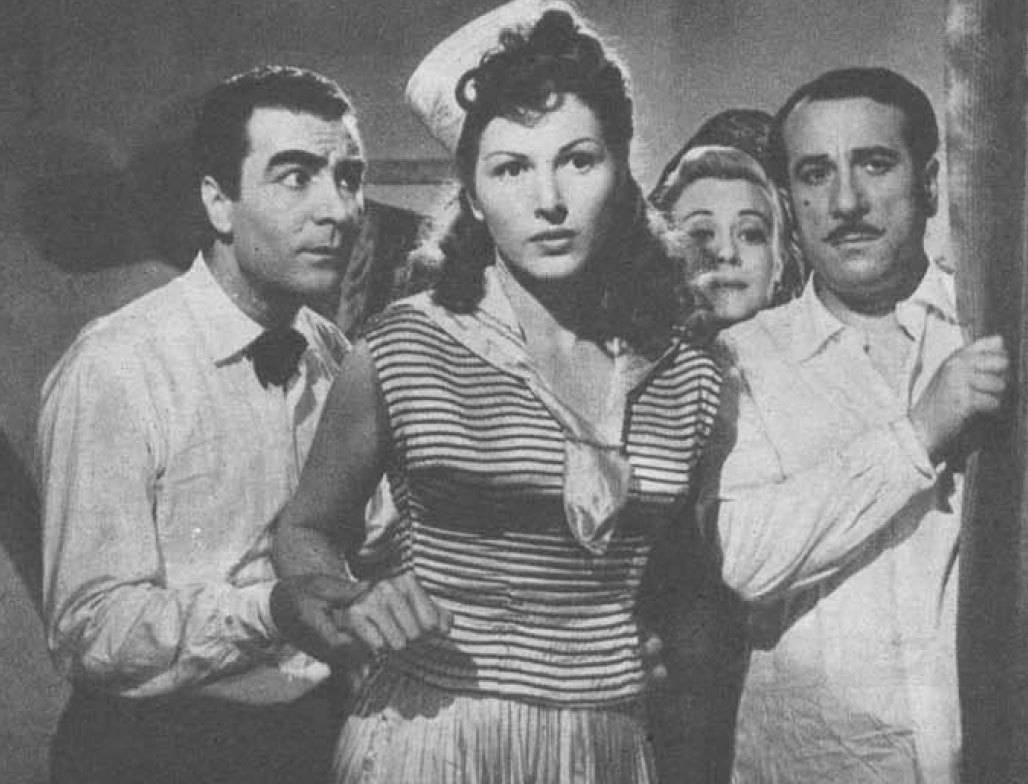
da sinistra: Dante Maggio, Carla Del Poggio, Giulietta Masina e Peppino De Filippo in una scena del film

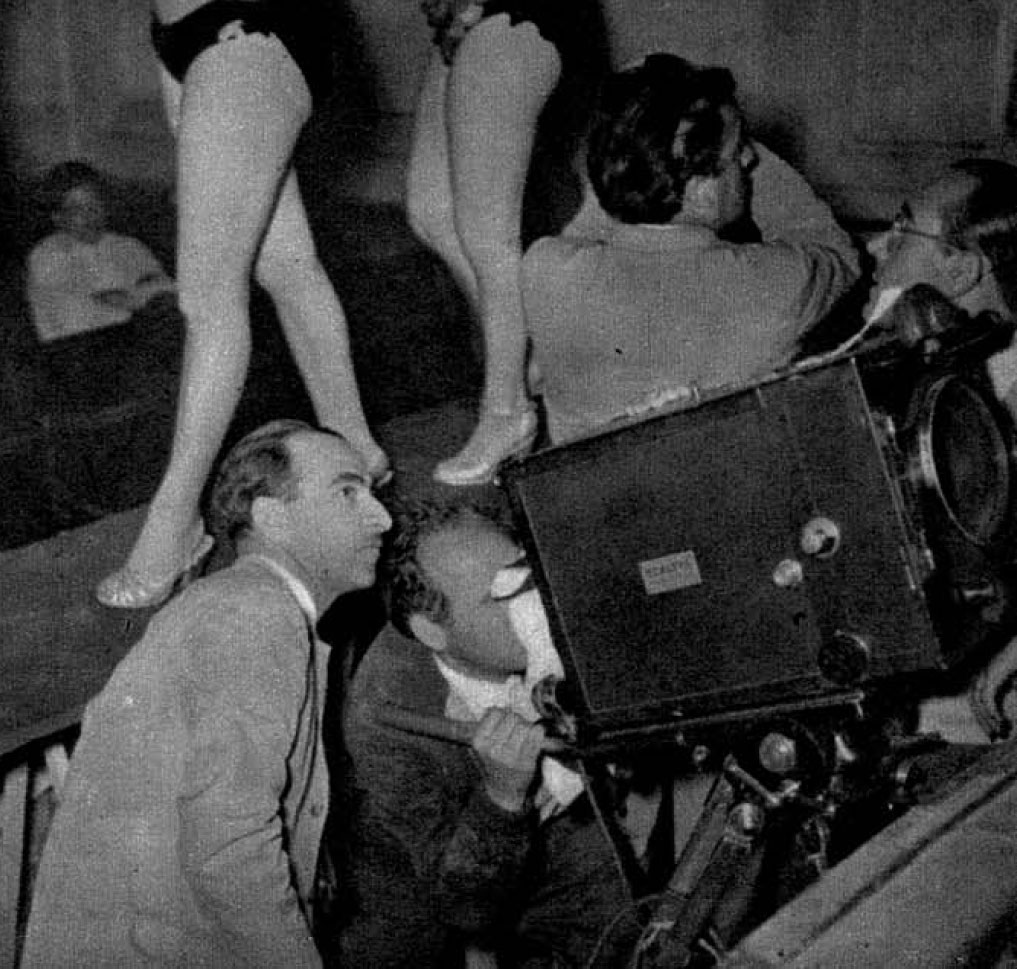
Il regista Lattuada studia una inquadratura sul set di Luci del varietà

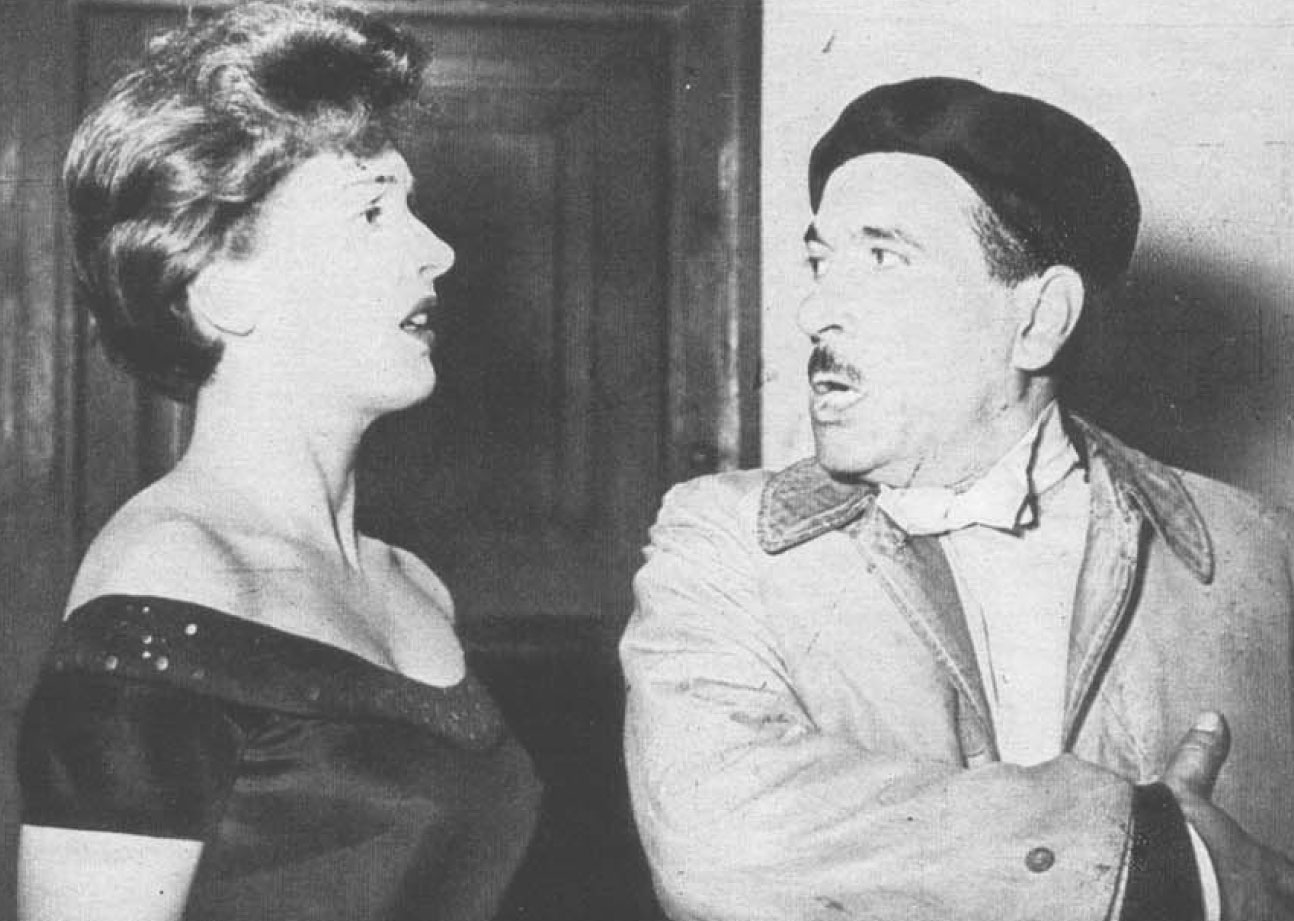
Carla Del Poggio e Peppino De Filippo

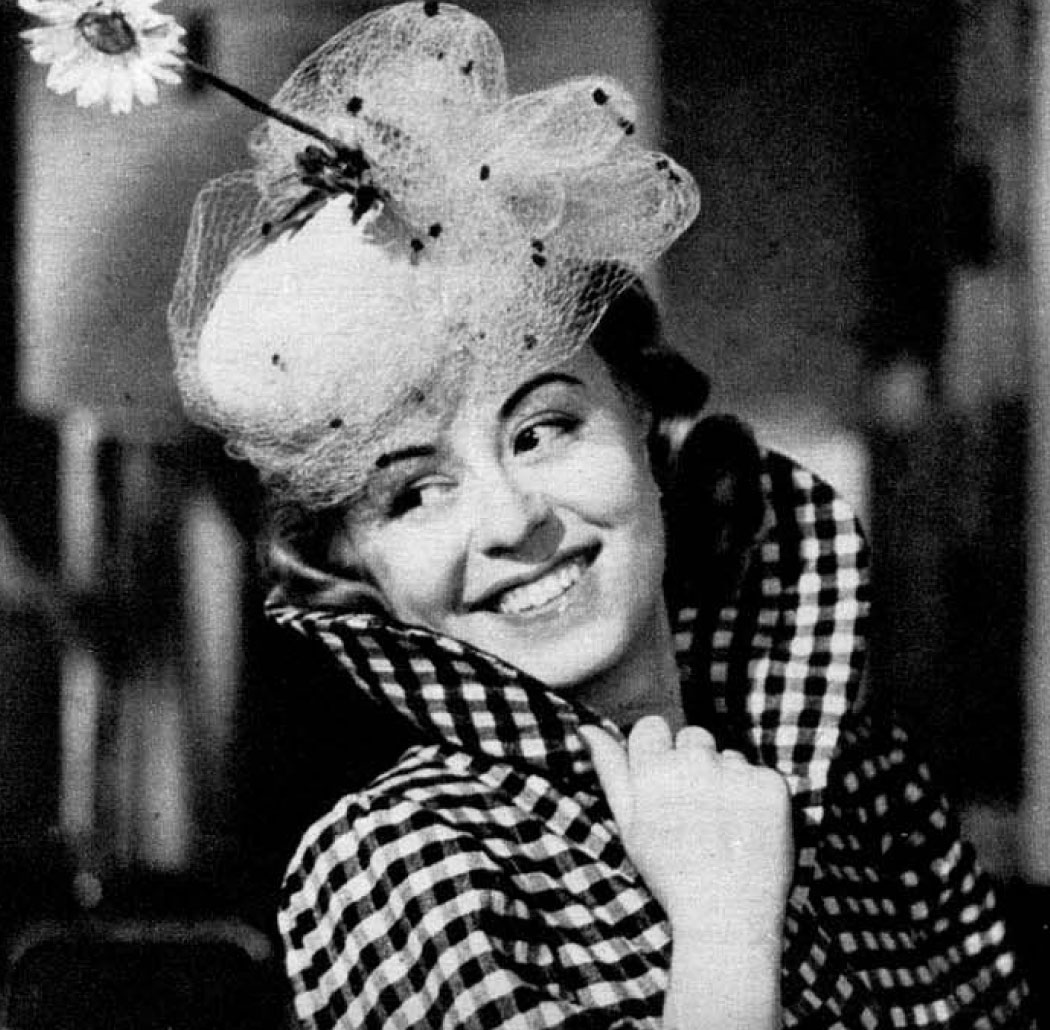
Giulietta Masina, come appare in Luci del varietà: per questa sua interpretazione ricevette nel 1951 il Nastro d'argento alla migliore attrice non protagonista

Fellini tira fuori dal cassetto un soggetto che aveva già scritto sul varietà, che, come poi dirà, «erano i ricordi della provincia italiana vista dai finestrini dei treni e dalle quinte di teatrini sgangherati e male illuminati di quando giravo l'Italia con una compagnia di rivista», a cui andavano aggiunte una serie di interviste radiofoniche ad Aldo Fabrizi realizzate nei primi anni quaranta.
La simpatia per lo spettacolo di rivista coinvolgeva anche Lattuada. Come ha ricordato sua sorella Bianca «Alberto non era affatto lontano dal varietà, anzi lo amava profondamente. È stata la passione comune per i guitti a convincerli a girare un film come Luci del varietà».
Massimo Mida, che poi fu aiuto - regista del film, lo presentò come la descrizione di «un mondo che i due cineasti desiderano ritrarre con simpatia», come un tentativo «teso allo scavo dei caratteri, all'intenzione di guardare la vita del personaggio con ironia, ma sempre con affetto, anche per gli aspetti più meschini».

### Sviluppo

#### Desiderio di autonomia
I due registi si rivolgono dapprima alla Lux, con la quale Lattuada, dopo anni di fattiva collaborazione, stava registrando crescenti incomprensioni. «Quando parlammo di questa idea a Ponti – ha ricordato Lattuada – ci disse che il soggetto non andava, era un argomento che non funzionava. Noi andammo avanti lo stesso».
Dopo il rifiuto della Lux Lattuada decide di autoprodurre il film: «A questo punto – ha scritto - il mio desiderio di autonomia creativa diventa presunzione. Voglio produrre un film, voglio competere con i grandi produttori di allora». Si passa alla sceneggiatura, cui collaborano Tullio Pinelli e, non accreditato, Ennio Flaiano. Con questa decisione il regista milanese metteva in pratica un'intenzione già espressa nel settembre 1949 a Perugia, quando nel corso di un convegno aveva dichiarato che «il cinema non ha autonomia, vive sotto censura, costa troppo, è diventato un fatto industriale che poco o nulla ha a che vedere con l'arte. Bisogna dare al cinema la sua autonomia economica».
Per produrre il film Lattuada e Fellini scelsero una strada inusuale, creando una cooperativa, composta dai due registi, con le rispettive consorti e da John Kitzmiller (modalità che poi sarà seguita, anche se con molte differenze, da Lizzani per la produzione di Achtung! Banditi!), che si associò al 35 % con la Film Capitolium di Mario Ingrami, ed in cui essi investirono molte sostanze personali. Contagiati dall'entusiasmo dei due registi, alcuni attori – tra cui Peppino de Filippo - pur non volendo entrare nell'impresa, accettarono di lavorare ai minimi sindacali. Denominata dapprima Figli d'arte, poi Piccole stelle, Luci del varietà fu girato negli stabilimenti Scalera a Roma, con esterni a Capranica; le riprese iniziarono in primavera e si conclusero nell'agosto del 1950.

#### Difficoltà
Ma già durante la produzione iniziarono i problemi. «Mia sorella Bianca - scriverà poi Lattuada – avvisa che stiamo uscendo dal preventivo, ma noi siamo nella piena euforia della libertà artistica e non prestiamo ascolto alle ragioni dei numeri». Nel frattempo Ponti, dopo aver rifiutato la proposta di Lattuada e Fellini, cambia idea e decide di realizzare un film sulla stessa tematica, secondo alcuni a seguito di pressioni di Aldo Fabrizi, irritato per un presunto plagio a suo danno. È ancora Lattuada a ricordare che «a metà del lavoro di sceneggiatura veniamo a sapere che Ponti aveva messo in cantiere Vita da cani con Fabrizi, la Lollobrigida ed una turba di belle ragazze». Si accende una gara a chi arriverà prima nelle sale.
Luci del varietà, oltre a rappresentare un insuccesso economico, segnò anche il "divorzio" tra i due registi, la cui collaborazione datava dagli anni dell'immediato dopoguerra, dando luogo ad un'annosa discussione sull'attribuzione della regia. «Non capisco – ha dichiarato Lattuada – perché in seguito Fellini abbia cavalcato l'idea che Luci del varietà era una cosa più sua che mia, rubandomi in qualche modo la paternità del film; con tutti i capolavori che ha fatto non ha certo bisogno di Luci del varietà per tenere in piedi la sua fama». Anche due degli interpreti, Dante Maggio e Silvio Bagolini, confermarono questa tesi, pur se con accenti diversi
Fellini intervenne in proposito con dichiarazioni contrastanti: «Il mio primo film fu Luci del varietà; la regia ed il soggetto erano miei» affermò, mentre in un'altra occasione disse che «per la verità fece tutto Lattuada, io mi limitai ad osservare».
Anche la critica prese parte a questa discussione, cercando di individuare all'interno della pellicola gli specifici apporti dei due registi. Se a parere di Canziani sono da attribuire a Fellini «la sequenza notturna, un'anticipazione delle famose notti della dissipazione, da I vitelloni a La dolce vita, mentre sono di Lattuada le sequenze finali e la definizione psicologica dei personaggi», secondo Turroni Luci del varietà è «un film di Fellini nel campo lungo delle scene dell'alba, nella sequenza del dormitorio pubblico e nella figura del suonatore di tromba. Il resto è la secca obiettività di Lattuada».
Sull'argomento è intervenuta anche Bianca Lattuada, secondo la quale le scene girate da Fellini erano state soltanto tre: il malinconico allontanarsi della compagnia dalla casa verso la stazione all'alba, l'incontro con il trombettista nero nella notte romana ed il risveglio all'albergo dei poveri, ricordando che «la presenza di Fellini sul set era piuttosto dimessa, non andò mai in sala di montaggio ed abbandonò il set alcuni giorni prima della fine delle riprese».
A film finito, nasce una grave complicazione: fallisce la Fincine, cui era affidata la distribuzione della pellicola, e questo comporta che Luci del varietà perda tempo prezioso nella gara con Vita da cani. A ciò si aggiunge la decisione della commissione ministeriale di assegnare al film soltanto il contributo del 10 per cento (quello relativo ai "minimi requisiti tecnici ed artistici"), rifiutando la concessione dell'ulteriore 8 per cento.
«Decisione assurda - secondo Cosulich - trattandosi di un film che la critica più autorevole aveva giudicato il miglior film diretto sino ad allora da Lattuada, dovuta alla necessità di «rendere conto ai "poteri forti" del cinema italiano, in primo luogo i grandi produttori, cui non andava a genio che i registi cominciassero ad autoprodursi i propri film». Contro questa decisione vi furono proteste e fu fatto ricorso ed alla fine il contributo fu ripristinato, ma intanto la prima proiezione di Luci del varietà poté avvenire solo il 6 dicembre 1950, oltre due mesi dopo quella del film concorrente.

### Cast
Accanto a Carla Del Poggio, che come dichiarerà in seguito, voleva «fare una parte di soubrette per poter "ballicchiare" bene» ed a Giulietta Masina, che per la sua interpretazione riceverà un Nastro d'Argento, fu Peppino De Filippo ad essere chiamato per sostenere l'interpretazione principale. «Peppino ha qui una occasione coi fiocchi – ha scritto Enrico Giacovelli - il ruolo a cui ogni comico ambisce almeno una volta nella vita», per quello che egli «considerò, non senza ragione, il suo primo film importante, in cui aveva un ruolo quasi autobiografico, un personaggio che dovette ricordargli la seconda metà degli anni Venti quando batteva le piazze dell'Italia centrale con guitti disposti a tutto, spinti ed ispirati più dalla fame che dall'arte».
Nel cast anche diversi ottimi caratteristi, da Dante Maggio a Folco Lulli, da Franca Valeri a Carlo Romano ed a Giacomo Furia, tutti provenienti, come anche la Mascetti e Calì, dall'esperienza delle compagnie di rivista e avanspettacolo, sino a John Kitzmiller, l'afroamericano che aveva già lavorato con Lattuada e Fellini in Senza pietà. Lattuada attribuì a se stesso un piccolo ruolo di addetto teatrale. Inoltre tra le ballerine di fila che accompagnano lo spettacolo di Liliana/Carla Del Poggio ormai avviata verso il successo, danzano due ragazze ancora sconosciute: sono Giovanna Ralli e Sofia Lazzaro, che poi cambierà nome e diventerà Sophia Loren. Da menzionare anche una breve comparsa di Tanio Boccia, futuro regista di film a basso costo divenuto noto come l'Ed Wood italiano.

## Accoglienza

### Incassi «fiacchi»
Tormentato dalle difficoltà produttive, il film si rivela un insuccesso commerciale, incassando circa 177 milioni di lire dell'epoca, mentre il suo "concorrente" Vita da cani) produrrà un introito molto più alto. Lattuada parla ironicamente di «critica ottima, ma incassi fiacchi» aggiungendo che «i debiti hanno consumato le mie risorse e quelle di Fellini. De Laurentiis ci salva dal disastro ed io e Federico gireremo come baratto il finale di Attila. Scrivo sul muro del mio studio "prestatore d'opera per sempre"».

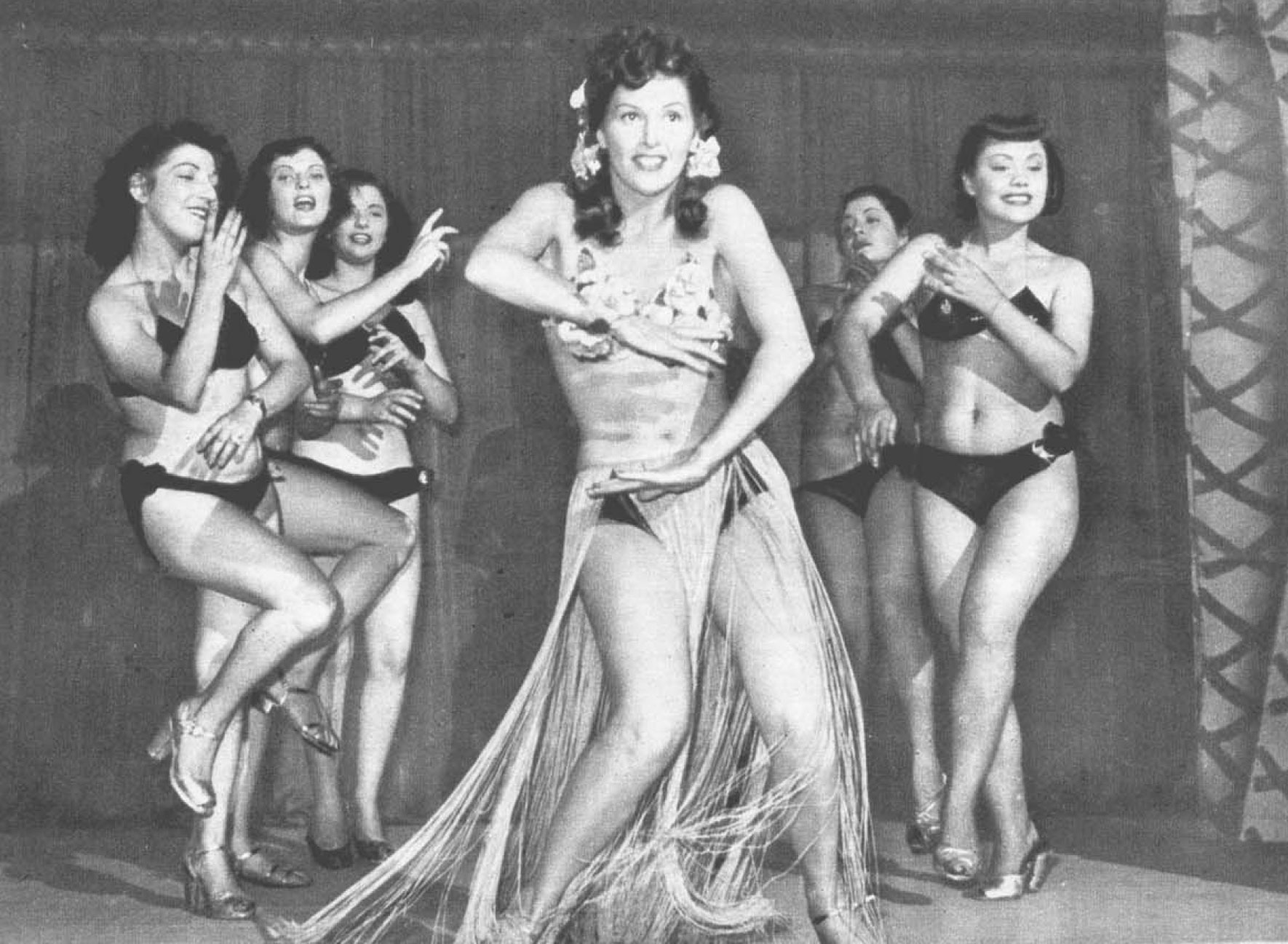
Carla del Poggio/Liliana si esibisce accompagnata dalle ballerine di fila. Tra di esse due future attrici allora sconosciute: Giovanna Ralli (terza da sinistra) e Sofia Lazzaro, la futura Loren (la seconda da sinistra)

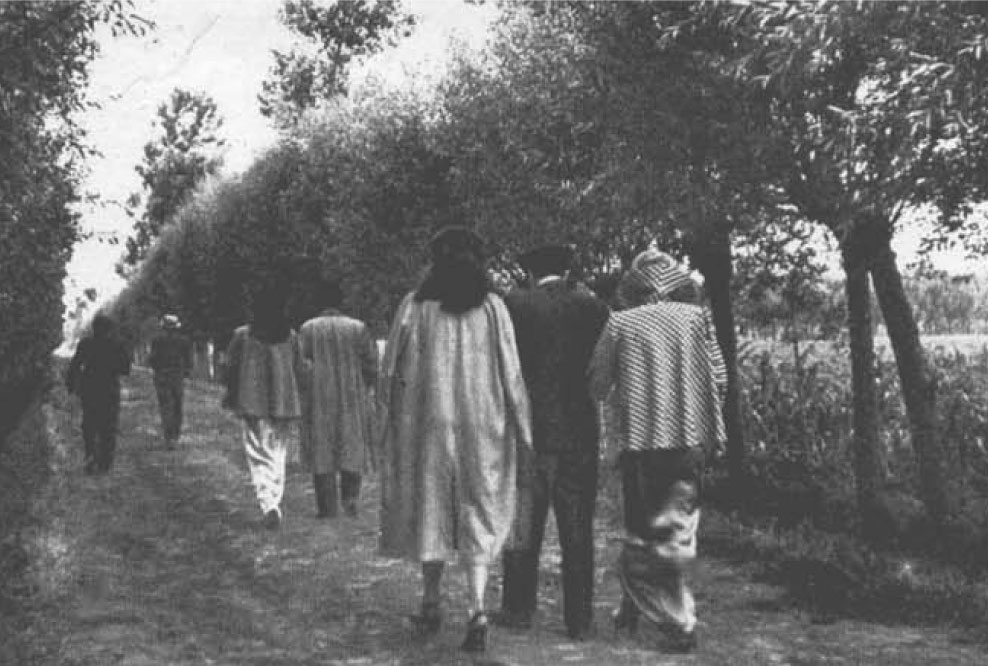
La malinconica alba della compagnia di varietà nella scena della passeggiata verso la stazione, la cui regia è attribuita a Fellini

Il disastro finanziario indebiterà Lattuada per parecchi anni. Il regista è quindi costretto ad una sorta di "Canossa" con la Lux, accettando di firmare la regia di Anna, un film del filone melodrammatico molto popolare nei primi anni cinquanta del Novecento, nel quale viene riproposto il cast che ha già riscosso un enorme successo di pubblico con il neorealista Riso amaro e che avrà un risultato economico clamoroso - un miliardo di incasso solo in Italia – permettendo a Lattuada di far fronte ai debiti e di impegnarsi per la realizzazione de Il cappotto.

### Critica

#### Commenti dell'epoca
Come aveva ironicamente osservato Lattuada, a fronte dell'insuccesso economico le accoglienze della critica furono generalmente buone. Il film fu apprezzato dal Corriere della Sera che lo presentò come «un interessante esperimento» per la formula produttiva, pur notando come fosse «curioso che questa pellicola, al cui timone sta uno sceneggiatore, sembri privo di sceneggiatura e dia l'impressione di essere stato improvvisato alla vigilia delle riprese [per cui] la sua struttura manca di compattezza e molti suoi episodi di essenzialità. Ma certe sequenze fanno testimonianza di acuta e spiritosa invenzione. Tutto il film è gustoso e piacevole, per ineguale che appaia, peccato che i suoi personaggi sappiano già di noto e di abusato patetismo». Per La Stampa si trattava di una «serie di episodi che si sgranano con gradevole freschezza di ritmo e con un sorriso larvato di malinconia».
Molto positivi furono i giudizi di Bianco e Nero («un film come Luci del varietà farà del bene al cinema italiano; esso affronta con notevole coraggio ed intelligenza un tema nuovo (...). Tutta la prima parte si informa ad un contenuto davvero esemplare e culmina con l'uscita dei comici dalla casa dell'avvocato all'alba. L'impegno di Lattuada e Fellini è spontaneo, immediato») e di Cinema per il quale «è proprio l'autonomia economica che permette ai registi di realizzare un'opera importante, significativa, sostanzialmente diversa da Vita da cani. Luci del varietà rimane un film importante, anche per i mezzi espressivi impiegati. per la prima volta Lattuada getta un ponte – ed in merito è evidente l'apporto di Fellini – tra sé ed i suoi personaggi, che risultano ricchi di calore umano, in una recitazione che si rifà spesso alla commedia dell'arte».

#### Commenti successivi
Col tempo i giudizi sostanzialmente favorevoli sul film non cambiarono, pur esaminandolo in una prospettiva storica. Secondo Boledi e De Berti «il lavoro di Lattuada e Fellini si colloca tra due età nel nostro cinema e di tutta la nostra cultura. Si chiude definitivamente con questo film e con una manciata di altri titoli la stagione del neorealismo cui i due autori avevano dato un contributo importante quanto personale».
Alcuni commentatori hanno messo in risalto il rapporto tra il film ed un genere, già in declino, di spettacolo, che aveva ispirato diversi autori: Mattoli, Bragaglia, Marchesi, Campogaliani, Bolognini ed altri avevano dedicato o dedicheranno nell'immediato futuro i loro film in parte o totalmente a quel fenomeno che stava esaurendosi, proprio perché il cinema aveva di fatto prosciugato i teatri dei migliori attori e dei repertori. Gian Piero Brunetta, lo definisce «una meditazione sulla crisi di un tipo di spettacolo viaggiante, mentre, secondo Giacovelli «con il suo sapore di cosce a buon mercato e paillettes per poveri e le sue amarezze venate di ottimismo, Luci del varietà resta comunque il miglior film sul varietà italiano che era essenzialmente palcoscenici di provincia, scaramucce con pubblici dal fischio facile, ballerinette».

## Riconoscimenti
- 1951 - Nastro d'argento
  - Migliore attrice non protagonista a Giulietta Masina

Il film è stato poi selezionato tra i 100 film italiani da salvare.